# Sune Haugbølle
Sune Haugbølle (født 14. maj 1976 i Gentofte) er en dansk professor i globale mellemøststudier ved Institut for Samfundsvidenskab og Erhverv ved Roskilde Universitet.
Haugbølle er uddannet ph.d. i moderne mellemøststudier fra University of Oxford i 2006.
Han forsker i politisk sociologi med fokus på det moderne Mellemøsten. Han har blandt andet beskæftiget sig med Libanons moderne historie, revolutionære bevægelser og politisk ideologi fra 1960'erne til i dag. Han har boet og forsket i Libanon, Syrien og Palæstina.
I 2023 fik han støtte til et nyt forskningsprojekt om hvordan Saudi-Arabien og Forenede Arabiske Emirater udvikler grøn teknologi under landenes autoritære styreformer.
Blandt hans udgivelser er War and Memory in Lebanon (2010), The Arab Archive (med Donatella della Ratta og Kay Dickonson, 2020) og The Fate of Third Worldism in the Middle East (med Rasmus Elling, 2023)

## Kritik
I 2023 beskyldte folketingsmedlem Henrik Dahl ham for at være farvet og derfor uegnet som ekspert på TV 2 News, idet han i 2021 var medunderskriver på et opråb underskrevet af 36 forskere og undervisere, som argumenterede for, at "Danmark bør påtage sig en ledende rolle i kampen mod israelsk apartheid". Haugbølle selv afviste kritikken. Samtidig skrev Jyllands-Posten i en leder, at avisen fremover vil deklarere Sune Haugbølle som Israel-kritiker. Sune Haugbølle afviste og kaldte det "grænseoverskridende", men sagde samtidig, at han generelt er kritisk over for stater, der bryder menneskerettighederne.